# Vardanès II de Parthie
Pour les articles homonymes, voir Vardanès.
Vardanès II de Parthie est un fils de Vologèse Ier de la dynastie des Arsacides qui règne brièvement sur une partie de l'Empire parthe en opposition à son père.
Vardanès II se rebelle contre son père entre 55 et 58 ap. J.-C. et occupe Ecbatane, la capitale de la Médie.
On ne possède que quelques émissions monétaires portant en grec la légende traditionnelle BASILEWS/ BASILEWN/ ARSAKOU/ DIKAIOU/ EUERGETOU/ EPIFANOUS/ FILELLHNOS (« Roi des rois Arsace, bienfaiteur, juste, glorieux, philhellène ») comme trace de son règne.